# Recettore adrenergico
I recettori adrenergici sono recettori metabotropici di membrana che interagiscono con il neurotrasmettitore noradrenalina e la catecolamina adrenalina.
Appartengono ai recettori accoppiati a proteine G.
A seconda dell'accoppiamento, i recettori adrenergici sono classificati in α (alfa) e β (beta), a loro volta ripartiti in sottotipi: α1 e α2 e β1, β2 e β3.

Formula scheletrica della noradrenalina (nota anche come norepinefrina) - un ormone e neurotrasmettitore.

Formula scheletrica dell'adrenalina (nota anche come epinefrina) - un ormone secreto dalla midollare del surrene.

I recettori α1 sono accoppiati alla fosfolipasi C e producono i loro effetti principalmente grazie al rilascio di Ca2+ intracellulare;
I recettori α2 sono accoppiati a una proteina Gi (proteina G inibitrice) la quale inibisce l'azione dell'adenilato ciclasi riducendo pertanto la formazione di cAMP, inibendo il passaggio di calcio all’interno della cellula.
I recettori β1 sono accoppiati a proteine G stimolatrici (Gs) che innalzano il livello di cAMP attivando delle proteinchinasi che innalzano il livello di calcio intracellulare.
I recettori β2 sono accoppiati a una proteina G stimolatrice e attivatrice della proteinchinasi A che riesce ad stimolare l'attività della fosfatasi della catena leggera della miosina (MLCP), generando così un rilassamento muscolare.

## Posizione e funzione dei recettori
La funzione e posizione dei recettori α e β ha importanti implicazioni, in quanto le loro caratteristiche sono molto importanti ai fini dei loro effetti fisiologici.

## Recettori α

### Recettore α1
Il recettore α1 è un recettore di tipo eccitatorio postsinaptico, accoppiato a una proteina Gq, per cui agisce aumentando le concentrazioni intracellulari di calcio. Si trova sulla muscolatura liscia dei piccoli vasi (resistenze periferiche), la cui stimolazione genera contrazione della muscolatura liscia vasale, generando un aumento della pressione. Si trova anche sulla muscolatura del sistema urogenitale e degli sfinteri, e sembra inoltre che questo recettore abbia dei ruoli importanti per il controllo dell'umore e del comportamento. I suoi antagonisti, gli α1-litici o bloccanti, possono essere utilizzati nella terapia dell'ipertensione arteriosa, ma in genere come farmaci di ultima scelta, infatti il loro principale utilizzo è nella terapia dell'iperplasia prostatica benigna (IPB), come prazosina, terazosina, doxazosina, alfuzosina, silodosina, tamsulosin ecc.: questi ultimi tre, in particolare, vengono utilizzati solo per la cura dell'IPB. I recettori α1, infatti, sono localizzati sia sul muscolo detrusore vescicale sia sulla muscolatura di sostegno del trigono vescicale e dell'uretra prostatica, e la loro continua stimolazione porta al fenomeno di ipertrofia e iperplasia che caratterizza questa condizione patologica. Esistono anche farmaci α-bloccanti non selettivi, come la fentolamina, utilizzati per trattare gravi crisi ipertensive, per ridurre drasticamente la pressione arteriosa in interventi chirurgici e come trattamento per il feocromocitoma, un tumore che porta alla produzione di elevate quantità di adrenalina.

### Recettore α2
Il recettore α2 è un recettore presinaptico, presente sulle terminazioni nervose, è deputato alla regolazione della secrezione di neurotrasmettitori sia catecolaminergici che colinergici: la sua attivazione determina una diminuzione della produzione di noradrenalina (feedback negativo) e acetilcolina. Inoltre, la sua attivazione a livello pancreatico diminuisce la secrezione di insulina. Il suo antagonista yohimbina funziona da afrodisiaco. Gli agonisti di questi recettori, come la clonidina, agiscono nel sistema nervoso centrale, a livello del tronco encefalico, dove è presente il nucleo preposto al controllo vasopressorio, e vengono utilizzati nelle crisi ipertensive gravi, dopodiché altri agonisti, come apraclonidina e brimonidina, vengono utilizzati sotto forma di colliri nel trattamento del glaucoma, sebbene si preferiscano altri farmaci per il glaucoma, come i β-bloccanti per via topica (es. timololo), gli agonisti della PGF2α per via topica, i diuretici osmotici come il mannitolo, gli inibitori dell'anidrasi carbonica e alcuni agonisti dei recettori M dell'acetilcolina, come il betanecolo e la pilocarpina.

### Sottotipi dei recettori α
I recettori α sono ulteriormente suddivisi in recettori α1A, α1B, α1D, α2A, α2B e α2C, ma i farmaci in commercio possono essere α1-selettivi o α2-selettivi, perché difficilmente si trovano molecole selettive per un sottotipo recettoriale, quindi si preferisce parlare di farmaci preferenziali, ovvero di farmaci che in vitro hanno una potenza maggiore per un sottotipo recettoriale, ma in vivo questa potenza tende a ridursi o a scomparire.

## Recettori β

### Recettore β1
Il recettore β1 appartiene alla categoria dei recettori adrenergici metabotropici accoppiati a proteina G e di tipo postsinaptico, responsabili principalmente della segnalazione nel sistema nervoso simpatico. La subunità Gs del recettore adrenergico β1, una volta attivata, potenzia l'adenilato ciclasi che converte l'ATP in cAMP. Con l'aumento della concentrazione di cAMP, la proteina chinasi A (PKA) dipendente da cAMP fosforila i canali del calcio, aumentando così l'afflusso cellulare di calcio. La PKA fosforila anche le catene leggere della miosina, uno degli enzimi che portano alla contrattilità nelle cellule muscolari lisce, portando a vasodilatazione di alcuni distretti.
I recettori β1 sono espressi a livello del miocardio, dell'encefalo e nel tessuto adiposo.
A livello dei miocardiociti, le concentrazioni aumentate di calcio intracellulare, aumentano l'inotropia attraverso lo scambio di calcio nel reticolo sarcoplasmatico. L'attivazione mirata del recettore β1 aumenta, inoltre, la frequenza di scarica del nodo senoatriale (SA) del miocardio, del nodo atrioventricolare (AV) e del muscolo ventricolare, aumentando così la frequenza cardiaca e la contrattilità, aumentando il volume sistolico e la gittata cardiaca. Nel rene, le cellule muscolari lisce nell'apparato juxtaglomerulare si contraggono e rilasciano renina. Questo effetto a cascata aumenterà il volume ematico attraverso l'azione dell'angiotensina II e dell'aldosterone. Nell'adipocita, il recettore β1 viene mirato per aumentare la lipolisi. Diversi ormoni possono mirare ai recettori adrenergici con affinità diverse. I neurotrasmettitori adrenalina, dopamina e la molecola esogena isoproterenolo, hanno eguale affinità per i recettori β1 e β2. Noradrenalina e dobutamina hanno maggiore affinità per il recettore β1 rispetto al recettore β2.

### Recettore β2

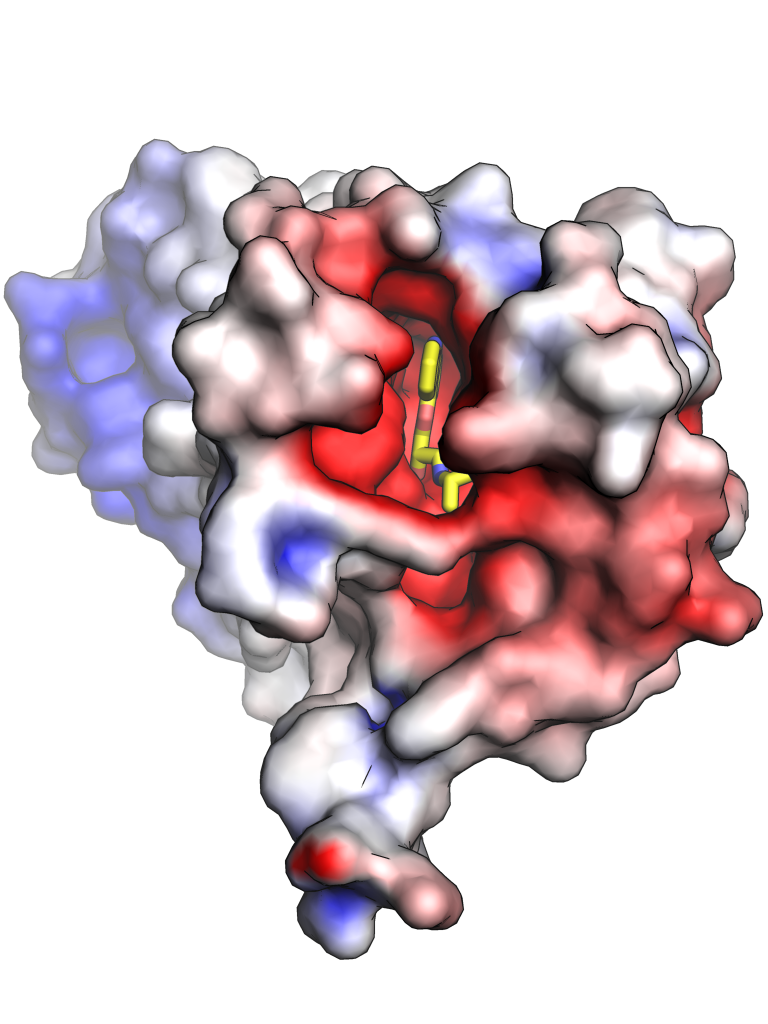
Il recettore β_{2} adrenergico umano, un recettore accoppiato alla proteina G, viene mostrato con una vista dall'alto della superficie extracellulare. La superficie elettrostatica della proteina (calcolata utilizzando APBS) è mostrata con le regioni di carica negativa in rosso e le regioni di carica positiva in blu. L'inverso agonista parziale carazololo è rappresentato come bastoncini grigi.

Il recettore β2 è un recettore di tipo inibitorio accoppiato a proteina Gs come tutti i recettori β; è presente a livello della muscolatura liscia di alcuni apparati: muscolatura liscia bronchiale, muscolatura liscia gastrointestinale ed è inoltre presente sulla muscolatura liscia di coronarie e grandi vasi che irrorano la muscolatura scheletrica. È da ricordare come l'innalzamento di concentrazione di cAMP nelle cellule muscolari lisce conduca ad un rilassamento delle stesse. L'attivazione di questo recettore genera quindi il rilassamento della muscolatura liscia bronchiale, gastrointestinale e dei grandi vasi periferici. Inoltre è importante per il metabolismo glucidico conducendo ad un innalzamento della glicemia. L'agonista salbutamolo, e altri, come terbutalina, formoterolo, indacaterolo, vilanterolo e così via, si usano come broncodilatatori nella terapia dell'asma e della broncopneumopatia cronica ostruttiva (BPCO), oppure nel mantenimento della broncodilatazione in pazienti andati in shock anafilattico: nel trattamento dell'anafilassi si somministra al paziente in primis adrenalina, che induce un'immediata broncodilatazione e vasocostrizione, che si oppone all'eccessiva vasodilatazione dell'anafilassi, dopodiché si mantiene lo status con broncodilatatori, antistaminici e cortisonici per via endovenosa. Questo recettore sembra essere il mediatore degli effetti di vasodilatazione ortosimpatica che si evidenziano al livello del tessuto muscolare scheletrico. 

I farmaci β-bloccanti non selettivi per β1 generano un effetto netto opposto, nei vari apparati, rispetto all'attivazione simpatica provocando così aumento della contrazione delle cellule lisce a livello bronchiale (broncospasmo), gastrointestinale (aumento nel numero di evacuazioni) e vasale (iniziale innalzamento della pressione diastolica, effetto però destinato a scomparire nell'arco di poche settimane dall'inizio della terapia conducendo ad un netto calo pressorio dovuto anche e soprattutto all'azione del farmaco sui recettori β1 cardiaci e renali).

### Recettore β3
Il recettore β3 è un recettore di tipo eccitatorio, presente soprattutto a livello del tessuto adiposo. Qui attiva l'enzima lipasi che libera acidi grassi dai trigliceridi. Eventuali agonisti di questo recettore potrebbero essere target terapeutici potenziali per la cura dell'obesità. In realtà, alcuni studi recenti hanno dimostrato che questi recettori potrebbero non avere un ruolo così prominente nell'uomo. Ciò è dimostrato dal fatto che l'unico farmaco attualmente disponibile in commercio, il mirabegron, è un agonista di questi recettori e viene utilizzato per trattare la sindrome da iperattività vescicale, ma, tra i suoi effetti collaterali, non è stata ancora evidenziata alcuna modificazione del peso corporeo. Ciò significa che questi recettori nell'uomo sono molto rappresentati a livello vescicale, ma potrebbero non avere un ruolo così importante nella regolazione del peso corporeo. Viceversa, nelle cavie da laboratorio questi recettori hanno un ruolo fondamentale nella regolazione della lipolisi.
Recentemente sono stati descritti nuovi aspetti del β3, che lo coinvolgono nei meccanismi di concentrazione dell'urina, nella riduzione della massa grassa e nei processi infiammatori, aprendo così la strada a nuove potenziali applicazioni terapeutiche. È importante sottolineare che il mirabegron, agonista del β3, è il primo composto di questa classe ad essere approvato per il trattamento della sindrome della vescica iperattiva ed è una delle poche alternative ai farmaci anticolinergici. Dato l'espressione e la segnalazione del β3 in distretti come il miocardio e il tessuto adiposo, il mirabegron viene anche testato in studi di riconversione per condizioni cardiovascolari e metaboliche. In modo coerente, la variante genetica più comune del β3, Trp64Arg, è stata correlata positivamente con parametri metabolici come i tassi di accumulo di HDL-C (colesterolo lipoproteico ad alta densità) e LDL-C (colesterolo lipoproteico a bassa densità) e la tolleranza al glucosio.

## Molecole attive sui recettori
Le molecole fisiologiche deputate all'interazione con questi tipi di recettori sono le catecolammine, e in particolare adrenalina (A) e noradrenalina (NA), dopodiché per valutare l'affinità di legame in laboratorio si utilizza anche la isoprenalina (ISO), una molecola simpaticomimetica.
I recettori α non hanno particolare affinità per l'una o per l'altra molecola: fanno eccezione solamente i recettori α1 e α2 presenti a livello della muscolatura liscia dei vasi sanguigni, poiché gli α1 sono recettori cosiddetti giunzionali, cioè si trovano nel punto di contatto tra la cellula muscolare liscia e la terminazione nervosa noradrenergica, quindi legano preferenzialmente la NA, mentre gli α2 sono recettori cosiddetti extragiunzionali, cioè si trovano sparpagliati sulla muscolatura liscia vasale, e legano preferenzialmente la A, rilasciata come neuro-ormone dalla midollare del surrene soprattutto in condizioni di stress.
I recettori β, invece, hanno delle preferenze:
- i β1 legano ugualmente A, NA e ISO;
- i β2 legano maggiormente A e ISO;
- i β3 legano maggiormente NA e ISO, fermo restando che queste distinzioni di affinità sono puramente laboratoristiche.

| Recettore | Sede                                                        | Sensibilita                | Effetto sul secondo messaggero |
| --------- | ----------------------------------------------------------- | -------------------------- | ------------------------------ |
| α1        | Maggior parte dei tessuti bersaglio                         | Noradrenalina > Adrenalina | Attiva la fosfolipasi C        |
| α2        | Tratto gastrointestinale e pancreas                         | Noradrenalina > Adrenalina | Riduce cAMP                    |
| β1        | Muscolo cardiaco, rene                                      | Noradrenalina = Adrenalina | Aumenta cAMP                   |
| β2        | Alcuni vasi sanguigni e muscolatura liscia di alcuni organi | Adrenalina > Noradrenalina | Aumenta cAMP                   |
| β3        | Tessuto adiposo                                             | Noradrenalina > Adrenalina | Aumenta cAMP                   |

## Farmacologia
La farmacologia adrenergica costituisce un ampio ambito terapeutico che coinvolge i recettori adrenergici distribuiti in tutto il corpo umano. Questi recettori comprendono le sottoclassi precedentemente indicate, quali: α1, α2, β1, β2 e β3. I farmaci adrenergici agiscono legandosi direttamente a uno o più di questi recettori, innescando una serie di effetti fisiologici. Alcuni farmaci, invece, agiscono in modo indiretto su tali recettori, generando effetti specifici.
La classificazione dei farmaci adrenergici si fonda sull'affinità specifica con i recettori. I farmaci ad azione diretta comprendono vasocostrittori, broncodilatatori e altre molecole terapeutiche. Al contrario, farmaci o sostanze stupefacenti come anfetamine e cocaina agiscono in modo indiretto.
Gli effetti principali derivanti dall'attivazione degli agonisti adrenergici dipendono dal tipo di recettore adrenergico coinvolto. Le principali categorie sono le seguenti:
- Recettore α1: stimola la contrazione della muscolatura liscia e induce midriasi.
- Recettore α2: produce effetti misti sulla muscolatura liscia.
- Recettore β1: incrementa l'effetto cronotropico e inotropico sul cuore.
- Recettore β2: promuove la broncodilatazione.
- Recettore β3: stimola l'aumento della lipolisi.

A titolo di esempio, farmaci adrenergici che si legano in modo selettivo al recettore α1 includono fenilefrina e ossimetazolina. Farmaci selettivi per il recettore α2 comprendono metildopa e clonidina. La dobutamina rappresenta il principale farmaco selettivo per il recettore β1. Infine, broncodilatatori come salbutamolo e salmeterolo sono farmaci selettivi per il recettore β2.
Inoltre, i farmaci adrenergici possono agire in modo non selettivo, interagendo con una combinazione di recettori adrenergici. Ad esempio, la noradrenalina si lega ai recettori α1, α2 e β1. La dopamina si lega ai recettori α1, α2, β1 e ai recettori specifici per la dopamina stessa. L'adrenalina si lega a tutti i recettori adrenergici. È fondamentale sottolineare che tali farmaci possono perdere la loro selettività di legame quando somministrati a dosi elevate, aumentando l'interazione con diversi recettori adrenergici.
Gli antagonisti appartenenti alla categoria degli α-bloccanti sono farmaci utilizzati nella gestione e nel trattamento dell'ipertensione essenziale, dell'ipertrofia prostatica benigna (IPB) e del feocromocitoma.
Gli antagonisti alfa-adrenergici non selettivi causano vasodilatazione bloccando sia i recettori α1 che i recettori α2. Il blocco dei recettori α2 aumenta il rilascio di noradrenalina, il che riduce la forza della vasodilatazione indotta dal blocco dei recettori α1. Questi farmaci sono più efficaci quando c'è un'attività simpatica aumentata, ad esempio durante lo stress o quando c'è un aumento di catecolamine circolanti, rendendo questi farmaci utili per i pazienti con feocromocitoma.
I selettivi dei recettori α1 adrenergici causano vasodilatazione impedendo alla noradrenalina di attivare il recettore α1, risultando in una riduzione della pressione sanguigna, consentendo l'uso degli α1 bloccanti per l'ipertensione. Gli α1 bloccanti causano anche il rilassamento della muscolatura liscia nella prostata, il che può favorire un flusso urinario più libero attraverso l'uretra, rendendo questi farmaci utili per la gestione dell'ipertrofia prostatica benigna (IPB).
I farmaci antagonisti selettivi dei recettori α2 adrenergici inibiscono il feedback negativo della noradrenalina, stimolando il sistema nervoso simpatico. Tuttavia, ci sono poche evidenze sull'importanza di questo meccanismo d'azione nella medicina umana.
Di seguito sono riportate le principali indicazioni cliniche di vari farmaci adrenergici:
| Sottotipo del recettore | Agonista selettivo | Agonista non selettivo | Antagonista selettivo | Antagonisti non selettivi |
| ----------------------- | --- | --- | --- | --- |
| α1                      | - Fenilefrina: farmaco impiegato come decongestionante e vasocostrittore. Viene utilizzato per casi di ipotensione dovuta a shock, come lo shock settico. - Ossimetazolina: farmaco impiegato come decongestionante e per il trattamento della rosacea. | - Metaraminolo: potente ammina simpaticomimetica vasopressoria, utilizzata in ambito intraoperatorio per trattare l'ipotensione acuta associata all'anestesia spinale, emorragie, reazioni ai farmaci, complicanze chirurgiche e shock cerebrale. | - Alfuzosina, doxazosina, terazosina, tamsulosina e prazosina: farmaci impiegati per il trattamento dell'ipertrofia prostatica benigna (IPB). Questi farmaci possono anche essere opzioni per il trattamento dell'ipertensione essenziale. Tuttavia, di solito non sono farmaci di prima scelta per il controllo dell'ipertensione. | - Fenossibenzamina: farmaco α-bloccante irreversibile, utilizzato in ambito intraoperatorio per la gestione di crisi ipertensive durante la rimozione del feocromocitoma. - Fentolamina: farmaco α-bloccante reversibile occasionalmente utilizzato anche esso in ambito intraoperatorio per la gestione di crisi ipertensive durante la rimozione del feocromocitoma. Impiegato nel trattamento delle complicazioni cardiovascolari indotte dalla cocaina. In questa situazione, l'uso dei β-bloccanti è meno desiderabile a causa del rischio di vasocostrizione coronarica mediata dai recettori α-adrenergici non contrastata e di ipertensione. Tuttavia, è importante sottolineare che non è un farmaco di prima linea per questa condizione. |
| α2                      | - Metildopa: farmaco impiegato per il trattamento dell'ipertensione e dell'ipertensione gestazionale. - Clonidina: farmaco impiegato per il trattamento dell'ipertensione e del disturbo da deficit di attenzione e iperattività (ADHD). Utilizzo off-label include il trattamento dei disturbi del sonno, disturbo da stress post-traumatico (PTSD), ansia, sindrome delle gambe senza riposo, vampate di calore associate alla menopausa e altre patologie. - Dexmedetomidina: farmaco impiegato per la sedazione nell'unità di terapia intensiva caratterizzato da assenza di induzione di depressione respiratoria. Provoca uno stato di sedazione risvegliabile che risulta utile durante interventi di chirurgia cerebrale per tumori e impianto di stimolatori cerebrali profondi, poiché il paziente è in grado di rispondere a test neurologici. | - Metaraminolo: potente ammina simpaticomimetica vasopressoria, utilizzata in ambito intraoperatorio per trattare l'ipotensione acuta associata all'anestesia spinale, emorragie, reazioni ai farmaci, complicanze chirurgiche e shock cerebrale. | - Yohimbina: farmaco utilizzato nel trattamento della disfunzione sessuale maschile, anche se l'efficacia non è ancora stata stabilita e attualmente non è approvata per questo uso o per altri usi. - Idazoxan: farmaco impiegato in ambito di ricerca, ma non ha un ruolo clinico stabilito. | - Fenossibenzamina: farmaco α-bloccante irreversibile, utilizzato in ambito intraoperatorio per la gestione di crisi ipertensive durante la rimozione del feocromocitoma. - Fentolamina: farmaco α-bloccante reversibile occasionalmente utilizzato anche esso in ambito intraoperatorio per la gestione di crisi ipertensive durante la rimozione del feocromocitoma. Impiegato nel trattamento delle complicazioni cardiovascolari indotte dalla cocaina. In questa situazione, l'uso dei β-bloccanti è meno desiderabile a causa del rischio di vasocostrizione coronarica mediata dai recettori α-adrenergici non contrastata e di ipertensione. Tuttavia, è importante sottolineare che non è un farmaco di prima linea per questa condizione. |
| β1                      | - Dobutamina: farmaco indicato per il trattamento dello shock cardiogenico e dell'insufficienza cardiaca. - Etilefrina: farmaco impiegato per il trattamento dell'ipotensione ortostatica che imita gli effetti della stimolazione delle fibre simpatiche adrenergiche postgangliari. | - Isoprenalina: farmaco impiegato per aumentare la gittata cardiaca, ridurre la resistenza vascolare periferica e rilassare il muscolo liscio bronchiale e gastrointestinale. Di conseguenza, l'isoprenalina è stata utilizzata per trattare il blocco cardiaco, l'arresto cardiaco, l'asma e il broncospasmo. L'uso terapeutico di isoprenalina è stato in gran parte sostituito da farmaci che presentano una maggiore selettività per i singoli sottotipi di recettori β-adrenergici. - Adrenalina: farmaco simpaticomimetico che agisce tramite un meccanismo che imita tutte le azioni del sistema nervoso simpatico tranne quelle sulle arterie facciali e le ghiandole sudoripare. Gli effetti includono l'aumento della frequenza cardiaca, della contrattilità miocardica e del rilascio di renina tramite i recettori β1. (Gli effetti β2 producono broncodilatazione che può essere utile come trattamento aggiuntivo delle esacerbazioni asmatiche, nonché vasodilatazione, tocolisi e aumento della produzione di umor acqueo) | - Acelbutolo: farmaco cardioselettivo utilizzato nel trattamento dell'ipertensione, dell'angina pectoris e delle aritmie cardiache. Associato a diversi casi di epatotossicità da farmaci clinicamente evidente. - Atenololo: farmaco cardioselettivo ampiamente utilizzato nel trattamento dell'ipertensione e dell'angina pectoris. Associato a casi rari di epatotossicità, alcuni dei quali sono stati fatali. - Betaxololo: farmaco cardioselettivo utilizzato nel trattamento dell'ipertensione. - Bisoprololo: farmaco cardioselettivo utilizzato nel trattamento dell'ipertensione. - Esmololo: farmaco cardioselettivo somministrato per via parenterale ed impiegato nel trattamento delle aritmie e dell'ipertensione grave. - Metoprololo: farmaco cardioselettivo ampiamente utilizzato nel trattamento dell'ipertensione e dell'angina pectoris. Il metoprololo è stato associato a casi rari di epatotossicità da farmaci. | - Carvedilolo: farmaco cardioselettivo utilizzato nel trattamento dell'ipertensione. - Labetololo: antipertensivo con attività di blocco sui recettori α- e β-adrenergici. Associato a diversi casi di malattia epatica da farmaci clinicamente evidente, alcuni dei quali gravi e persino fatali. - Nadololo: farmaco utilizzato nel trattamento dell'ipertensione, dell'angina pectoris e delle cefalee vascolari. - Nebivololo: antipertensivo che presenta un'attività vasodilatatoria aggiuntiva mediata dal rilascio di ossido nitrico. - Penbutololo: farmaco utilizzato per il trattamento dell'ipertensione. - Pindololo: farmaco utilizzato ampiamente per il trattamento dell'ipertensione e dell'angina pectoris. - Propanololo: farmaco utilizzato ampiamente nel trattamento dell'ipertensione, delle aritmie cardiache, dell'angina pectoris e dell'ipertiroidismo. - Sotalolo: utilizzato principalmente nel trattamento delle aritmie cardiache. Associato a almeno un caso di epatotossicità da farmaci clinicamente evidente. - Timololo: farmaco utilizzato ampiamente per la terapia dell'ipertensione, dell'angina pectoris e per la prevenzione delle cefalee vascolari. |
| β2                      | - Salbutamolo, formoterolo, salmeterolo: farmaci broncodilatatori indicati per il trattamento delle malattie polmonari ostruttive, come l'asma. Questi farmaci agiscono dilatando i bronchi, permettendo un miglior flusso d'aria nei polmoni e alleviando i sintomi associati alla limitazione del flusso d'aria. | - Isoprenalina: farmaco impiegato per aumentare la gittata cardiaca, ridurre la resistenza vascolare periferica e rilassare il muscolo liscio bronchiale e gastrointestinale. Di conseguenza, l'isoprenalina è stata utilizzata per trattare il blocco cardiaco, l'arresto cardiaco, l'asma e il broncospasmo. L'uso terapeutico di isoprenalina è stato in gran parte sostituito da farmaci che presentano una maggiore selettività per i singoli sottotipi di recettori β-adrenergici. - Adrenalina: farmaco simpaticomimetico che agisce tramite un meccanismo che imita tutte le azioni del sistema nervoso simpatico tranne quelle sulle arterie facciali e le ghiandole sudoripare. Gli effetti includono l'aumento della frequenza cardiaca, della contrattilità miocardica e del rilascio di renina tramite i recettori β1. (Gli effetti β2 producono broncodilatazione che può essere utile come trattamento aggiuntivo delle esacerbazioni asmatiche, nonché vasodilatazione, tocolisi e aumento della produzione di umor acqueo) | - ICI 118,551: molecola sperimentale con effetti inibitori sull'attività dell'adenilato ciclasi stimolata dall'isoprenalina. Gli studi su cavie dimostrano un ruolo nella riduzione della pressione intraoculare. | - Carvedilolo: farmaco cardioselettivo utilizzato nel trattamento dell'ipertensione. - Labetololo: antipertensivo con attività di blocco sui recettori α- e β-adrenergici. Associato a diversi casi di malattia epatica da farmaci clinicamente evidente, alcuni dei quali gravi e persino fatali. - Nadololo: farmaco utilizzato nel trattamento dell'ipertensione, dell'angina pectoris e delle cefalee vascolari. - Nebivololo: antipertensivo che presenta un'attività vasodilatatoria aggiuntiva mediata dal rilascio di ossido nitrico. - Penbutololo: farmaco utilizzato per il trattamento dell'ipertensione. - Pindololo: farmaco utilizzato ampiamente per il trattamento dell'ipertensione e dell'angina pectoris. - Propanololo: farmaco utilizzato ampiamente nel trattamento dell'ipertensione, delle aritmie cardiache, dell'angina pectoris e dell'ipertiroidismo. - Sotalolo: utilizzato principalmente nel trattamento delle aritmie cardiache. Associato a almeno un caso di epatotossicità da farmaci clinicamente evidente. - Timololo: farmaco utilizzato ampiamente per la terapia dell'ipertensione, dell'angina pectoris e per la prevenzione delle cefalee vascolari. |
| β3                      | - Mirabegron: farmaco utilizzato per il trattamento della vescica iperattiva, compresi l'incontinenza urinaria e l'aumento della frequenza urinaria. È inoltre indicato per il trattamento della sovrattività detrusoria neurogena pediatrica (per bambini di 3 anni o più). | - Isoprenalina: farmaco impiegato per aumentare la gittata cardiaca, ridurre la resistenza vascolare periferica e rilassare il muscolo liscio bronchiale e gastrointestinale. Di conseguenza, l'isoprenalina è stata utilizzata per trattare il blocco cardiaco, l'arresto cardiaco, l'asma e il broncospasmo. L'uso terapeutico di isoprenalina è stato in gran parte sostituito da farmaci che presentano una maggiore selettività per i singoli sottotipi di recettori β-adrenergici. - Adrenalina: farmaco simpaticomimetico che agisce tramite un meccanismo che imita tutte le azioni del sistema nervoso simpatico tranne quelle sulle arterie facciali e le ghiandole sudoripare. Gli effetti includono l'aumento della frequenza cardiaca, della contrattilità miocardica e del rilascio di renina tramite i recettori β1. (Gli effetti β2 producono broncodilatazione che può essere utile come trattamento aggiuntivo delle esacerbazioni asmatiche, nonché vasodilatazione, tocolisi e aumento della produzione di umor acqueo) | - L748337: molecola sperimentale inibitore dell'accumulo di cAMP e la produzione di glicerolo. Impiegato per lo studio delle risposte e delle proprietà del recettore β3 umano, consentendo la comprensione dei meccanismi che regolano questa via di segnalazione specifica. | - SR59230A: molecola sperimentale ed antagonista non selettivo dei recettori β3 con attività agonistica parziale. Inibisce le risposte mediati dai recettori β3. Tuttavia, a causa della sua minore affinità per il recettore β3 umano rispetto ad altri recettori adrenergici, la sua efficacia nell'identificare specifiche risposte del β3 è limitata. |